# Felttoget i Østafrika (2. verdenskrig)
 For alternative betydninger, se Felttoget i Østafrika. (Se også artikler, som begynder med Felttoget i Østafrika)
Felttoget i Østafrika refererer til de slag, der blev kæmpet i Østafrika under 2. verdenskrig. Slagene blev udkæmpet mellem styrker fra det Britiske Imperium, det britiske Commonwealth of Nations og flere andre allierede på den ene side - og styrkerne fra det italienske koloniimperium på den anden side. Felttoget var en del af de afrikanske felttog under 2. verdenskrig og endte i en fuldstændig sejr for de allierede styrker.
Felttoget blev på allieret side ledet af det britiske hovedkvarter i Mellemøsten "Middle East Command" under Archibald Wavell. Langt størstedelen af de allierede styrker var fra britiske Commonwealth-lande - også fra Sudan, Britisk Somaliland, Britisk Østafrika, Britisk Indien, Sydafrika, Nordrhodesia, Sydrhodesia, Nyasaland og Britisk Vestafrika (Nigeria, Guldkysten, Sierra Leone og Gambia). Der var også en lille kommandoenhed fra det britiske mandatområde i Palæstina. Foruden briterne og styrkerne fra Commonwealth var der etiopiske irregulære styrker, frie franske styrker og frie belgiske styrker.
De italienske styrker omfattede østafrikanske kolonitropper (fra Eritrea, Etiopien og Dubat) og en lille gruppe tyske frivillige (det Tyske Motoriserede Kompagni). Størstedelen af de italienske styrker var østafrikanske kolonitropper ledet af italienske officerer.

## Baggrund og politisk situation
Den 9. maj 1936 udråbte den italienske diktator Benito Mussolini sit "Italienske imperium i Østafrika" (Africa Orientale Italiana, AOI). Mussolinis østafrikanske imperium bestod af det nyligt erobrede Etiopien, de italienske kolonier Eritrea og Italiensk Somaliland. Italien var ikke uden besvær kommet i besiddelse af sine østafrikanske kolonier. Under den første italiensk-abessinske krig fra 1895 til 1896 blev Italien stoppet i sine koloniambitioner, da soldater under kejser Menelik 2. af Etiopien klart besejrede den kongelige italienske armé i slaget ved Adowa. Under den Anden italiensk-abessinske krig fra 1935 til 1936 invaderede italienerne igen Etiopien, og ved at bruge moderne våben som giftgas lykkedes det dem at besejre etiopierne.
Mens Egypten forblev neutralt under 2. verdenskrig, tillod den engelsk-egyptiske traktat af 1936 britisk militær at besætte landet som led i forsvaret af Suezkanalen. På det tidspunkt var Sudan en del af Ægypten. Imidlertid var Sudan et kondominat (fællesstyre) mellem Egypten og Storbritannien under betegnelsen Anglo-egyptisk Sudan.
Den 10. juni gik Mussolini ind i 2. verdenskrig mod Storbritannien og Frankrig, og de italienske styrker i Afrika blev en potentiel trussel mod de britiske forsyningsveje gennem det Røde Hav og Suezkanalen. Mens Egypten og Suezkanalen var Mussolinis indlysende primære mål, kunne en italiensk invasion af enten Fransk eller Britisk Somaliland også komme på tale. I første omgang så Mussolini bort fra de to små isolerede kolonier og så i stedet frem mod propagandamæssige triumfer i Sudan og Britisk Østafrika (Kenya, Tanganyika og Uganda).
Den italienske overkommando (Commando Centrale) havde imidlertid lagt planer for en krig, som skulle begynde efter 1942. I sommeren 1940 var den hverken klar til at udkæmpe en langvarig krig eller besætte store områder på det afrikanske kontinent.
I begyndelsen af krigen havde den britiske øverstkommanderende i Mellemøsten, general Archibald Wavell, i alt 86.000 britiske og Commonwealth-styrker under sin kommando til at håndtere mulige konflikter i Libyen, Irak, Syrien, Iran og Østafrika. Værre var det, at hans styrker var spredt i Egypten, Palæstina, Sudan, Britisk Somaliland, Kenya og flere andre steder. Med styrker, som var spredt langs fjendens grænser med det, der svarede til 5 mand per kilometer, besluttede Wavell at kæmpe henholdende mod italienerne på de vigtigste punkter og håbe på det bedste. Disse henholdende kampe, understøttet af aggressive angreb ind i italiensk område, blev udkæmpet med dygtighed og engagement. Britiske og Commonwealth-forstærkninger begyndte først at ankomme i større tal fra juli 1940.
Som følge af manglen på mandskab havde Wavell brug for al den lokale støtte, som han kunne finde. En mulighed var kejser Haile Selassie af Etiopien. Den afsatte kejser havde boet i England lige siden italienerne havde invaderet hans land i 1936 under den Anden italiensk-abessinske krig.
I juli 1940 anerkendte den britiske regering kejser Selassie og lovede at hjælpe ham med at genvinde sin trone, men allerede inden juli var der sket noget i denne sammenhæng.
Den 13. juni, kun tre dage efter at Mussolini erklærede krig mod Storbritannien og Frankrig, fløj en "Mr Strong" af sted i en Short Sunderland flyvebåd fra Poole Harbour på Englands sydkyst. Kejser Selassie, alias Mr Strong, var på vej hjem. Den 25. juni ankom Mr Strong til Alexandria i Egypten, og syv dage senere fløj han som "Mr Smith" videre til Khartoum i Sudan. Her mødtes han med generalløjtnant William Platt. Kejser Selassie og Platt diskuterede planer om at befri Etiopien fra italiensk styre.
I slutningen af oktober indkaldte den britiske udenrigsminister Anthony Eden til en konference i Khartoum på grund af den stigende trussel fra Aksemagterne mod Mellemøsten. Til stede var kejser Selassie, den sydafrikanske general Jan Smuts (som havde en rådgivende opgave i området på vegne af Winston Churchill), den øverstkommanderende i Mellemøsten Archibald Wavell og de øverstbefalende militære chefer i Østafrika, herunder generalløjtnant Platt og generalløjtnant Cunningham. Den overordnede angrebsplan, herunder brugen af irregulære etiopiske styrker, blev godkendt på denne konference.
I november 1940 fik de britiske styrker en utrolig efterretningsfordel. Det lykkedes det britiske center for dekryptering på Bletchley Park at bryde den italienske hærs kode i Østafrika. Senere samme måned blev det italienske luftvåbens koder brudt af Combined Bureau, Middle East (CBME). Herefter kendte de øverstkommanderende i Kairo de italienske planer, så snart de blev udsendt.

## Den militære situation

### Italienske landstyrker
Hertug Amedeo af Aosta var vicekonge og generalguvernør over Africa Orientale Italiana. Han havde 250.000-280.000 italienere til sin rådighed. Den 10. juni 1940 var de inddelt i fire kommandoområder: Den nordlige sektor (området ved Asmara i Eritrea), den sydlige sektor (Jimma i Etiopien), den østlige sektor (ved grænsen til Fransk og Britisk Somaliland), samt Giuba-sektoren (sydlige Somalia nær Kismayo i Italiensk Somaliland).
Generalløjtnant Luigi Frusci havde kommandoen i den nordlige sektor, general Pietro Gazzera i den sydlige, general Guglielmo Nasi i den østlige, mens generalløjtnant Carlo De Simone havde kommandoen i Giuba-sektoren. Hertugen af Aosta havde den overordnede kommando fra Addis Abeba i Etiopien.
Hertugen af Aostas kommando omfattede to italienske infanteridivisioner: 40. infanteridivision "Cacciatori d'Africa" og 65. infanteridivision Granatieri di Savoia. Italienerne rådede også over en bataljon elitebjergtropperne Alpini, en bataljon særdeles mobilt infanteri (Bersaglieri), talrige halvmilitære fascistiske sortskjorte militsbataljoner (Camicie Nere), sortskjorte sikkerhedsmilits og andre mindre enheder.
Hovedparten af de italienske styrker i Østafrika (omkring 70 %) var lokale østafrikanske askarier. Mens askarierne i de regulære eritreiske bataljoner i Regio Corpo Truppe Coloniali var blandt de bedste italienske enheder i Østafrika, var hovedparten af kolonitropperne i Italiensk Østafrika udelukkende rekrutteret, trænet og udstyret til at holde orden i kolonien. De somaliske Dubats, som var rekrutteret blandt stammefolk ved grænsen, var udmærkede som let infanteri, mens de irregulære bande var langt mindre effektive. Etiopiske askarier og irregulære, som var rekrutteret under den kortvarige italienske besættelse, deserterede i stort tal efter krigsudbruddet. Regio Corpo Truppe Coloniali indeholdt eritreisk kavaleri kaldet Penne di Falco (falkefjer). Ved en lejlighed angreb en eskadron af disse ryttere britiske og commonwealth tropper mens de kastede små håndgranater fra sadlen.
De italienske landstyrkers udstyr i Østafrika var en blandet samling. Styrkerne var udstyret med omkring 3.300 maskingeværer, 24 M11/39 kampvogne, et stort antal L3/35 tanketter, 126 panservogne og 813 artilleripjecer af forskellig type. Den mest almindelige italienske riffel i Østafrika var Carcano Mod. 91. Italienerne stod imidlertid overfor den vanskelighed, at de var isoleret i Østafrika og havde meget små chancer for at få forstærkninger eller nye forsyninger, hvilket førte til problemer især med mangel på ammunition.
Et andet problem, som ramte de italienske styrker, var mangel på medicin mod de sygdomme, som er udbredte på Afrikas Horn. Den vigtigste var malaria. Det er beregnet, at næsten en fjerdedel af det italienske forsvar i Amba Alagi i april 1941 havde malaria under belejringen. Uheldigvis havde italienerne ingen medicin mod sygdommen, idet størstedelen var blevet brugt i de sidste måneders kampe i 1941. Selv kommandanten i Amba Alagi, hertugen af Aosta, var ramt af malaria under belejringen. Han døde af tuberkulose og malaria den 3. marts 1942 få måneder efter kapitulationen.

### Britiske og Commonwealth-landstyrker
I starten udgjorde de britiske og Commonwealth-styrkerne i Østafrika omkring 30.000 mand under generalmajor William Platt i Sudan, generalmajor Douglas P. Dickinson i Britisk Østafrika og oberstløjtnant Arthur Reginald Chater i Britisk Somaliland. Briterne og Commonwealth-styrkerne var en smule bedre udstyret end italienerne, og havde adgang til forstærkninger og nye forsyninger. De var imidlertid i stort undertal i forhold til de italienske styrker: italienerne havde mindst 208.000 mand i 14 divisioner til rådighed i Libyen.
Fra den 10. juni 1940 til ankomsten af 4. og 5. indiske infanteridivision rådede Platt i hele Sudan kun over tre regulære britiske infanteribataljoner – som blev indlemmet i den underbemandede 5. indiske division, da den ankom. – samt 21. kompagnier (4.500 mand i alt) af "Sudan Defence Force" hvoraf fem (senere seks) var organiseret som små mobile maskingeværkompagnier. De tre bataljoner var 1. bataljon af Worcestershire Regiment, 1. bataljon af Essex Regiment og 2. bataljon af West Yorkshire Regiment, som i midten af september blev en del af henholdsvis 29., 10. og 9. indiske infanteribrigade. Platt havde intet artilleri, omend Sudan Horse var i færd med at konvertere til et 3,7" haubitsbatteri.
I Kenya bestod King's African Rifles (KAR) af to enheder i brigadestørrelse organiseret i en nordlig og en sydlig brigade I 1938 bestod den samlede styrke af begge enheder af 94 officerer, 60 underofficerer og 2.821 afrikanske menige. Efter krigsudbruddet udgjorde disse enheder kernen i den hurtige ekspansion af KAR. I marts 1940 var styrken nået op på 883 officerer, 1.374 underofficerer og 20.026 menige afrikanere. Størrelsen på en KAR-bataljon blev fastsat til 36 officerer, 44 underofficerer og menige samt 1.050 afrikanske menige.
Indledningsvis blev KAR indsat som 1. og 2. østafrikanske infanteribrigade. 1. brigade var ansvarlig for kystforsvaret og 2. var ansvarlig for forsvaret af landets indre. Ved udgangen af juli blev yderligere to østafrikanske brigader formeret: 3. og 6. østafrikanske infanteribrigade. Først var det planen at danne en kystdivision og en division for det nordlige grænsedistrikt, men i stedet blev 11. og 12. afrikanske division etableret.
Den 1. juni ankom den første sydafrikanske enhed til Mombasa i Kenya. I slutningen af juli havde 1. sydafrikanske infanteribrigadegruppe sluttet sig til den første enhed. Den 13. august blev 1. sydafrikanske division dannet. Divisionen omfattede 1., 2. og 5. infanterikampgruppe. Ved årets slutning var der omkring 27.000 sydafrikanere indsat i Østafrika. Sydafrikanerne var enten i 1. sydafrikanske division, 11. afrikanske division eller 12. afrikanske division. Hver af de sydafrikanske brigader bestod af tre riffelbataljoner, et panservognskompagni og støtteenheder af telegraf-, ingeniør- og sanitetstropper.
I juli blev der indenfor rammerne af en krigsforholdsplan stillet to brigader til rådighed for tjeneste i Kenya fra "Royal West African Frontier Force" i en rotation. En brigade var fra Guldkysten (2. (West Africa) Infantry Brigade, (Ghana) og en brigade var 1. (West Africa) Infantry Brigade fra Nigeria. Den nigerianske brigade og to østafrikanske brigader og nogle sydafrikanere udgjorde 11. afrikanske division. Den 12. afrikanske division havde en tilsvarende sammensætning med den ghanesiske brigade.
I Britisk Somaliland havde Chater kommandoen over Somaliland Camel Corps og de forstærkninger, som ankom efterhånden. Da kampene brød ud, havde dromedarkorpset i alt 1.475 mand til at forsvare kolonien. Dette tal omfattede også en bataljon fra det nordrhodesiske regiment.
De britiske og Commonwealth-styrker, som var indsat, rådede over et relativt beskedent antal panserkøretøjer. Der var mest tale om en blandet samling panserkøretøjer, men B-eskadronen af 4. Royal Tank Regiment rådede dog over et mindre antal Matilda-infanterikampvogne.

### Irregulære etiopiske styrker
Et betydeligt forhold i det allierede felttog for at erobre Etiopien var irregulære etiopiske styrker, som briterne omtalte som "patrioter" eller (eller Arbegnoch). Wavell regnede med, at disse styrker ville være i stand til at binde et stort antal italienske enheder i kolonien, selv om Platt i Khartoum ikke mente, at Haile Selassie havde støtte fra hovedparten af folket og var lunken overfor at yde støtte til patrioterne. I august 1940 begyndte Mission 101 under oberst Daniel Sandford at operere med succes i Gojjam-provinsen. Dens rolle var at sende "Operationelle centre" – små grupper af officerer og underofficerer – af sted for at levere våben og træning til de etiopiske patrioter og koordinere angreb på italienske styrker.
Sandford havde efter at have gjort tjeneste med udmærkelse i 1. verdenskrig tilbragt resten af sin karriere i Etiopien og Sudan og var blevet nær ven af og rådgiver for Haile Selassie.
Haile Selassie var med tilskyndelse fra Sandford ankommet til Khartoum den 3. juli 1940, hvor han fik en kold modtagelse af Platt. Anthony Edens konference i Khartoum i oktober, besluttede at forøge forsyningerne og støtten til de irregulære etiopiske styrker. En del af den udvidede støtte bestod i at major Orde Wingate, som havde tilbragt fem mellemkrigsår ved Sudan Defence Force og senere skulle blive berømt i Burma med sine Chindits, blev sendt til Khartoum som stabsofficer som mellemled mellem Platt, Mission 101 og kejseren. I denne rolle imponerede han Haile Selassie med sin energi og entusiasme.
Platts ringe opfattelse af Haile Selassie, Sandford og Wingate betød, at han ikke gjorde meget ud af operationen og den heraf følgende mangel på klar ansvarsfordeling og kommandoveje (sammen med Wingates naturligt stødende adfærd) betød at der gennem hele felttoget var gnidninger og uvilje mellem Wingate og de andre ledende officerer.
Wingate udformede en plan for indsatsen i Etiopien, som han forelagde for Wavell og de øverste stabsofficerer i Kairo i begyndelsen af december. Planen indeholdt formering af en lille regulær styrke under Wingate, der skulle fungere som spydspids for militære operationer i Gojjam. Han hævdede at:
| Citat | For at starte en revolte, må De indsætte en Corps d'Elite som kan udnytte mulighederne og ikke bare fordele krigsudstyr og penge ... Tusind handlekraftige og velbevæbnede mænd kan paralysere 10.000. | Citat |
|       | |       |

Denne styrke fik navnet Gideon Force efter den bibelske dommer Gideon og bestod af grænsebataljonen i Sudan Defence Force og 2. etiopiske bataljon. Disse styrker blev udrustet med 77 mm-morterer (i stedet for artilleri) og 15.000 dromedarer til transport og fremføring af forsyninger. Selv om han ikke formelt overtog kommandoen før den 6. februar 1941, tog Windgate af sted med Gideon Force ind i Gojjam i januar 1941.
Gideon Force kunne færdes forholdsvis frit gennem landet. I sin korte levetid var det italienske østafrikanske imperium kun nominelt under italiensk kontrol. Det er beregnet at op imod en tredjedel af Etiopien forblev under den etiopiske adels kontrol.
Italienerne havde ikke gjort sig populære blandt etiopierne. Den 22. maj 1936, da general Rodolfo Graziani blev udnævnt til vicekonge i Etiopien, kan italienerne have valgt den mindst egnede til at passivisere landet. Den 6. juni telegraferede Mussolini til Graziani og angav at "alle fangne oprørere skal skydes". Det gav den nye vicekonge, som var notorisk for sin pacificering af Libyen, al den magt han behøvede. Grazianis ry for brutal undertrykkelse gav ham snart tilnavnet "slagteren fra Etiopien". Amedeo, hertugen af Aosta, efterfulgte Graziani som vicekonge i 1937. Det blev almindeligt anerkendt, at han var en stor forbedring i forhold til Graziani, men han kunne ikke reparere mange af de skader, som Grazianis brutalitet havde forvoldt.
For deres del gav de etiopiske patrioter de italienske tropper god grund til at frygte at tabe. Etiopierne tog sjældent fanger.
Af stor betydning for operationernes succes i det nordvestlige Etiopien var det, at kejser Haile Selassie krydsede grænsen fra Sudan for at slutte sig til styrken af etiopiske patrioter. Betydelige patriotstyrker var allerede samlet i provinserne Gojjam, Shoa, Gimma, Galla-Sidamo og Harage.

### Det italienske luftvåben
l juni 1940 havde det italienske luftvåben Regia Aeronautica omkring 250-300 kampklare fly i Østafrika (se Italiensk Østafrikas Luftkommando Arkiveret 7. oktober 2009 hos  Wayback Machine). Selv om nogle af disse fly var forældede, var de mere moderne end dem, som briterne havde til rådighed i Østafrika. Italienerne havde Savoia-Marchetti SM.79 og Savoia-Marchetti SM.81 bombefly og Fiat CR-42 jagere. Hertil kom at de italienske fly ofte var stationeret på bedre flyvepladser end de britiske. Da krigen begyndte, var italienske piloter forholdsvis veltrænede og selvsikre, men da de var afskåret fra Italien, betød knaphed på brændstof, ammunition, reservedele og erstatningsfly at det italienske luftvåben efterhånden blev slidt ned.

### De britiske flystyrker
De omkring 100 fly, som stod til rådighed for de britiske imperiestyrker i juni 1940, var fordelt således:
- I nord (Sudan) var der tre Royal Air Force (RAF) bombeeskadriller (Nr. 14, 47 og 223), som var udstyret med forældede Vickers Wellesley fly.[8] En gruppe Vickers Vincent-biplaner fra eskadrille 47 udførte flyvninger for hæren og disse eskadriller blev senere forstærket fra Egypten med eskadrille 56 (som fløj Bristol Blenheim fly).[8] I Port Sudan var der seks Gloster Gladiator-biplanjagere. Luftvåbenets rolle i Sudan omfattede beskyttelse af skibsfarten i det Røde Hav, herunder antiubådspatruljer, luftforsvar af Port Sudan, Atbara og Khartoum foruden nærstøtte for landstyrkerne. Forstærkninger i form af eskadrille 1 (jagere) fra det sydafrikanske luftvåben (SAAF), udstyret med Gladiators, ankom til Khartoum i august.[8]

- Mod syd i Kenya var bombeeskadrille 12 fra SAAF (udstyret med Junkers Ju 86 bombefly), bombeeskadrille 11 SAAF (udstyret med Fairey Battle fly), eskadrille 40 fra SAAF (med Hawker Hartebees), 2. jagereskadrille fra SAAF (med Hawker Fury) samt eskadrille 237 fra Sydrhodesia udstyret med Hawker Hardy).

I modsætning til italienernes fly blev de til rådighed stående britiske og Commonwealth fly udskiftet med tiden, men som man kan se af det ovenstående, var meget af det materiel, som var til rådighed både ældre og langsommere. Trods det lykkedes det de britiske imperiestyrker at klare sig med det de havde. Sydafrikanerne indsatte endda et gammelt Valencia biplan som bombefly.

### Den italienske rødehavsflåde
Den italienske flåde Regia Marina fastholdt en tilstedeværelse ved det Røde Hav med sin rødehavsflåde. De fleste fartøjer var stationeret i havnebyen Massawa i den italienske koloni Eritrea. Der var imidlertid også mindre havne i Mogadishu i Italiensk Somaliland og i Assab i Eritrea. Rødehavsflåden omfattede syv destroyere i to divisioner, fem motortorpedobåde Motoscafo Armato Silurante i en division og otte undervandsbåde i to divisioner.
De italienske krigsskibe blev af briterne anset for at være en trussel mod allierede konvojer fra Adenbugten til det Røde Hav, men efterhånden som de italienske brændstofforråd svandt i Massawa, forsvandt også den italienske flådes mulighed for at yde en indsats i det Røde Hav.
Rødehavsflåden og dens base i Massawa udgjorde imidlertid en forbindelse mellem det af Aksemagterne besatte Europa og de flådefaciliteter, som Italien rådede over i koncessionsområdet i Tianjin i Kina.

### Den britiske flåde øst for Suez
Den britiske flåde øst for Suez stod overfor den italienske rødehavsflåde. Indtil 2. verdenskrig var det Indiske Ocean blevet anset for et "britisk hav". Det Indiske Ocean var omgivet af betydelige britiske og Commonwealth besiddelser. En stor del af de strategiske forsyninger, som Storbritannien havde brug for i såvel freds- som krigstid passerede det Indiske Ocean. Det drejede sig om persisk olie, malaysisk gummi, indisk te samt australske og newzealandske fødevarer. I krigstid var Storbritannien afhængig af loyalitet og tropper fra Australien og New Zealand, og de skulle transporteres. Sikre sejlruter for britiske handelsskibe var af kritisk betydning.
Trods det havde Royal Navy haft en tendens til at udstationere sine ældre skibe mod øst og brugte baserne i Kina og Fjernøsten som kilder til forstærkninger til andre områder. Selv om den var alvorligt truet, bestod den østlige flåde af ældre slagskibe og krydsere, som var anset for at være for langsomme eller sårbare til at kunne bruges i Atlanterhavet eller Middelhavet.

## Indledende træk
Fra juni 1940 afprøvede italienerne de britiske imperiestyrkers beslutsomhed langs grænserne af Sudan og Kenya og langs sejlruterne i det Røde Hav.
Tidligt om morgenen den 13. juni angreb og bombede tre italienske Caproni-bombefly den rhodesiske flybase ved fortet i Wajir i Kenya. De rhodesiske fly var stadig under opvarmning som forberedelse til at morgenpatrulje. Capronierne bombede fortet, landingsbanen og nærliggende huse. King's African Rifles (KAR), som garnisonerede fortet mistede fire dræbte og 11 sårede. To rhodesiske fly blev alvorligt beskadiget og et stort benzinlager blev sat i brand. Herefter fik flybasen i Wajir besøg af italienerne hver anden eller tredje dag, og de rhodesiske piloter blev klar over de alvorlige mangler i hastighed og ildkraft ved deres Hawker Hardy fly.
Ved daggry den 17. juni slog rhodeserne igen og støttede et vellykket angreb fra KAR på den italienske ørkenpost i El Wak i Italiensk Somaliland ca. 150 km nordøst for Wajir. Rhodeserne bombede og satte ild på de tækkede lerhytter og generede i almindelighed fjenden, men da de vigtigste kampe på koncentrerede sig om den italienske fremrykning mod Moyale i Kenya, koncentrerede rhodeserne sig om denne by. I samarbejde med det sydafrikanske luftvåben gennemførte rhodeserne opgaven med at rekognoscere og bombe i det omstridte område.

### Italiensk erobring af sudanske og kenyanske grænsebyer
I begyndelsen af juli krydsede italienske styrker i Eritrea grænsen til Sudan og tvang den lille britiske garnison i jernbaneknudepunktet ved Kassala til at trække sig tilbage. Italienerne erobrede også det lille britiske fort ved Gallabat, lige over grænsen fra Metemma, ca. 320 km syd for Kassala. Selv landsbyerne Ghezzan, Kurmuk og Dumbode på den Blå Nil blev erobret. Efter at have erobret Kassala og Gallabat besluttede italienerne imidlertid ikke at vove sig længere ind i Sudan -- på grund af mangel på brændstof – og de fortsatte med at befæste Kassala panserværnsforsvar, maskingeværreder og støttepunkter. Til sidst etablerede italienerne en garnison i brigadestørrelse i Kassala.
I Kenya besatte italienerne efter kraftige kampe "Fort Harrington" i Moyale. I slutningen af juli nåede italienske styrker til Debel og Buna. Disse små landsbyer, næsten 100 km fra den etiopisk-kenyanske grænser var det længste, den italienske hær nåede ind i Kenya.
I de første dage af august angreb en italiensk styrke af irregulære eritreere Port Sudan som forberedelse af et italiensk felttog med det formål at erobre Britisk Somaliland.

### Fransk Somaliland
Oprindelig var en italiensk styrke samlet for at erobre havnebyen Djibouti, den største franske base i Fransk Somaliland (vore dages Djibouti). Den franske kommandant, brigadegeneral Paul Legentilhomme, havde ca. 7.000 mand i syv bataljoner af senegalesisk og somalisk infanteri. Legentilhomme havde også tre batterier feltkanoner, fire batterier antiluftskyts, en eskadron lette kampvogne, fire kompagnier milits og irregulære, to delinger af dromedarkorpset og en samling fly, men efter Frankrigs fald i juni 1940 betød den Vichyfranske regerings neutralitet, at italienerne kunne koncentrere sig om det lettere forsvarede Britisk Somaliland.
Den 18. juni 1940 forlod Legentilhomme Fransk Somaliland og sluttede sig til de Frie franske styrker, men Fransk Somaliland, den koloni som Legentilhomme tidligere regerede forblev under Vichy indtil den 28. december 1942.

### Den italienske invasion af Britisk Somaliland
Den 3. august 1940 invaderede omkring 25.000 italienske tropper Britisk Somaliland. Italienerne var under kommando af general Guglielmo Nasi.
Den italienske angrebsstyrke bestod af fem kolonibrigader, tre sortskjortebataljoner og tre grupper (bander) af indfødte tropper. Italienerne havde panserkøretøjer (et lille antal lette og middelsvære kampvogne), artilleri, og indtil videre, luftoverlegenhed.
Italienerne stod overfor et britisk kontingent under kommando af brigadegeneral Arthur Reginald Chater på omkring 4.000 mand bestående af det let bevæbnede Somaliland Camel Corps, 2. (Nyasaland) bataljon af King's African Rifles (KAR), 1. bataljon af det nordrhodesiske regiment, 3. bataljon af 15. Punjabregiment og 1. Østafrikanske lette batteri (fire 3,7 tommers haubitser). De blev forstærket fra Aden den 7. august med 1. bataljon af 2. Punjabregiment og 8. august af 2. bataljon af Black Watch. Chaters styrke havde ikke blot en kritisk mangel på artilleri, men havde ingen kampvogne eller panservogne og de havde heller ingen panserværnsvåben mod de italienske kampvogne.
Italienerne rykkede frem i tre kolonner. Den vestlige kolonne rykkede frem mod Zeila, den centrale mod Hargeisa og den østlige mod Odweina i syd. Generalløjtnant Carlo De Simone havde kommandoen over den centrale hovedstyrke. Chater brugte sit dromedarkorps til forpostkampe og afskærmning mod de fremrykkende italienere og de øvrige britiske imperiestyrker trak sig tilbage mod Tug Argan for at etablere forsvarsstillinger i de kuperede Assabjerge ovenfor hovedvejen til hovedstaden Berbera.

#### Slaget ved Tug Argan
Den 5. august, to dage efter invasionen, blev byerne Zeila og Hargeisa erobret. Besættelsen af Zeila afskar i praksis Britisk Somaliland fra Fransk Somaliland. Odweina faldt den følgende dag og den centrale og den østlige italienske kolonne mødtes for at indlede angreb mod den britiske hovedstilling ved Tug Argan.
I slutningen af den første uge i august fik de britiske og Commonwealth styrkerne i Britisk Somaliland forstærkninger med ankomsten af 1. bataljon af 2. Punjabregiment og 2. bataljon af The Black Watch. Den 11. august nåede en højere rangerende general, generalmajor Reade Godwin-Austen Berbera.
Italienerne indledte deres angreb ved Tug Argan den 11. august, og tidligt den 15. august konstaterede Godwin-Austen, at yderligere modstand mod italienerne var nytteløs, da hans tropper var ved at være afskåret. Han kontaktede det britiske hovedkvarter i Mellemøsten i Kairo, hvor han bad om og fik tilladelse til at trække sine styrker tilbage fra Britisk Somaliland. Den beslutsomme indsats fra Black Watch-bataljonen, som dækkede tilbagetrækningen, betød at hele den britiske imperiestyrke kunne trække sig tilbage til Berbera næsten uden tab. Den 17. august var det meste af kontingentet evakueret fra Berbera til Aden. Dromedarkorpset blev opløst i stedet for at blive evakueret.

#### Efterspil til den italienske invasion af Britisk Somaliland
Den 19. august 1940 overtog italienerne kontrollen med Berbera og rykkede derpå ned langs kysten for at afslutte deres erobring af Britisk Somaliland. Den britiske koloni blev annekteret af Italiensk Østafrika.
De britiske og Commonwealth styrkernes tab i det korte felttog var relativt lave:
- 38 døde[23]
- 102 sårede[28]
- 120~ tilfangetagne [28]

I modsætning hertil var de italienske tab næsten 10 gange højere end de britiske:
- 465 døde[28]
- 1.530 sårede[28]
- Op imod 2.000 uorganiserede lokale stammekrigere blev dræbt eller såret i kamp mod det britiske styre.[nb 1]

Den britiske premierminister Winston Churchill kritiserede general Archibald Wavell for tabet af Britisk Somaliland. Det var Wavells mellemøstkommando, som var ansvarlig for tabet af kolonien. På grund af de lave tabstal var Churchill bange for at briterne havde opgivet kolonien uden tilstrækkelig kamp.
Som svar på denne kritik hævdede Wavell, at Somaliland var en tilbagetrækning efter lærebogen overfor overlegne styrker. Han pointerede overfor Churchill at "En blodig slagterregning er ikke tegn på en god taktiker". Ifølge Churchills stab betød Wavells svar at Churchill blev mere rasende, end de nogensinde havde oplevet det.
Erobringen af Britisk Somaliland var det eneste felttog hvor Italien sejrede uden støtte fra andre Aksemagter under hele 2. Verdenskrig.
De vigtigste erfaringer fra dette felttog var følgende:
- Invasionen af Britisk Somaliland viste at italienske styrker kunne koordinere fremrykningen af kolonner, som var adskilt af mange kilometer ørken.
- Britiske styrker viste god disciplin under tilbagetrækningen, og kunne redde hovedparten af deres styrker.
- Invasionen af Britisk Somaliland var det første felttog, som italienerne vandt i 2. verdenskrig.
- Britisk Somaliland var den første britiske koloni, som faldt i fjendtlige hænder under 2. verdenskrig.
- Efter at de første måneder af krigen var ovre, pralede Benito Mussolini med at Italien havde erobret et område på størrelse med England på Afrikas Horn, selv om italienerne ikke havde opnået andet med deres offensiv end erobringen af British Somaliland, de sudanesiske grænseposter ved Karora, Gallabat, Kurmak og Kassala samt området i Kenya omkring Moyale og Buna.

### Kampe til søs
Den italienske Rødehavsflåde kom hurtigt i kamp da den forsøgte at gøre opmærksom på sin tilstedeværelse, men det skete for en høj pris. I løbet af den sidste halvdel af juni gik fire af de otte undervandsbåde med base i Massawa tabt.
Den 15. juni grundstødte den italienske undervandsbåd Macalle og var et totalt forlis.
Den 16. juni sænkede den italienske undervandsbåd Galileo Galilei den norske olietanker James Stove ca. 20 km syd for Aden. Den 18. juni erobrede Galileo Galilei det jugoslaviske dampskib Dravo, men endte med at frigive det. Den 19. juni var Galileo Galilei på patrulje ud for Aden hvor den stødte på den bevæbnede trawler Moonstone. Under en kanonduel blev chefen for Galileo Galilei dræbt og undervandsbåden blev erobret af den bevæbnede trawler.
Den 23. juni blev den italienske undervandsbåd Evangelista Torricelli sænket af de britiske destroyere HMS Kandahar og HMS Kingston med støtte fra kanonbåden Shoreham. Det skete i Adenbugten, men ud for Fransk Somaliland. Under denne kamp blev den britiske destroyer Khartoum ramt af en eksplosion inde i skibet og sank på lavt vand ud for Perim Island. Den britiske destroyer var et totalforlis.
Senere den 23. juni sænkede den italienske undervandsbåd Luigi Galvani den indiske patruljebåd Pathan i det Indiske Ocean, men den 24. juni blev Luigi Galvani sænket af kanonbåden Falmouth i Omanbugten.

#### Kampe efter erobringen af Britisk Somaliland
I perioden mellem den italienske erobring af Britisk Somaliland og den allierede modoffensiv flyttedes meget af opmærksomheden over på søkrigen og den italienske Rødehavsflådes aktiviteter. Mangel på brændstof og reservedele hæmmede fortsat de italienske skibes muligheder for at angribe konvojer eller blot enlige skibe i den britiske flåde.
Den 13. august forsøgte den italienske undervandsbåd Gauleo Ferraras at afskære det britiske slagskib HMS Royal Sovereign i det Røde Hav. Royal Sovereign, der var undervejs fra Suez, undslap og nåede i sikkerhed i Aden.
Den 6. september ventede den italienske undervandsbåd Guglielmo på bytte syd for Farasanøerne. Det lykkedes kun Guglielmo at torpedere og sænke et skib, olietankeren Atlas.
Mellem den 20. og 21. oktober forsøgte de italienske undervandsbåde Guglielmo og Gauleo Ferraras at opsnappe en stor britisk konvoj i det Røde Hav, som var undervejs fra det Indiske Ocean til Port Sudan og Suez. BN7 konvojen bestod af 31 fragtskibe, som blev eskorteret af den newzealandske krydser HMNZS Leander, den britiske destroyer HMS Kimberley og fem slupper. Konvojen havde også lufteskorte i form af 50 jagere og bombefly stationeret i Aden. Det lykkedes ikke Guglielmo og Gauleo Ferraras at opsnappe konvojen. Den 21. november blev samme konvoj angrebet af de italienske destroyere Pantera, Leone og Francesco Nullo' Konvojens eskorte fordrev de italienske destroyere. To af eskortefartøjerne, den newzealandske krydser Leander og den britiske destroyer Kimberley, tvang den italienske destroyer Francesco Nullo på grund med deres beskydning. Francesco Nullo blev ødelagt næste dag af Royal Air Force med lette bombefly af typen Bristol Blenheim.

### Indledende britiske angreb på italienske stillinger i Sudan
Den 5. indiske infanteridivision begyndte at ankomme til Sudan i begyndelsen af september 1940. 29. indiske infanteribrigade blev placeret ved kysten ud mod det Røde Hav for at beskytte Port Sudan, 9. indiske infanteribrigade blev placeret sydvest for Kassala og 10. indiske infanteribrigade blev sendt til Gedaref sammen med divisionens hovedkvarter. Den 6. november blev der gennemført et overraskelsesangreb for at tilbageerobre Gallabat. Angrebsstyrken bestod af William "Bill" Slims 10. indiske infanteribrigade. Slim var forstærket med eskadron på 12 lette og middeltunge kampvogne, et feltartilleri regiment og fik støtte fra RAF. Angrebet begyndte kl. 5.30 om morgenen Gallabat var erobret 2½ time senere. Det planlagte opfølgningsangreb mod Metemma på den anden side af den kløft, som udgjorde grænselinjen, måtte udskydes da 9 kampvogne på dette tidspunkt var ude af drift.

#### Italiensk modangreb
Generalløjtnant Luigi Frusci, den fungerende guvernør over Eritrea og kommandant over de italienske styrker i området, var ikke parat til at opgive de italienske stillinger i Sudan. De italienske forsvarere lå i stærke forberedte stillinger med pigtråd omkring, som kun kunne tages med kampvogne. Da Slim holdt pause, mens hans kampvogne blev repareret, indledte general Martini, den italienske kommandant i Gondar, et kraftigt modangreb med fly fra luftvåbenet Regia Aeronautica. Italienske fly optrådte i stort antal. De italienske flyvere nedskød syv RAF Gloster Gladiator jagere, mens de selv mistede Fiat CR-42, og i 48 timer fortsatte de med metodisk at bombardere 1. bataljon af Essex Regimentet og 3. bataljon af 18. Royal Garwhal Rifles. Italienerne fortsatte indtil briterne og imperiestyrkerne blev tvunget til at trække sig tilbage fra de stillinger, de lige havde indtaget. Den 10. indiske brigade genbesatte højderyggen vest for Gallabat tre dage senere, men operationen mod Metemma blev ikke genoptaget.
I de næste to måneder optrådte 10. indiske brigade, og fra december deres afløsere fra den 9. indiske brigade, som om der var tale om en hel division. Brigaderne etablerede forbindelseslinjer østpå fra Gedaref og anlagde fingerede flyvepladser og depoter. De britiske styrker gjorde dette for at overbevise den italienske efterretningstjeneste om at Platts hovedangreb ville komme mod Gondar frem for Kassala.

#### Gazelle Force
Den 16. oktober blev Gazelle Force dannet i Sudan som en mobil rekognoscerings- og kampenhed. Den bestod af tre motoriserede maskingeværkompagnier fra Sudan Defence Force, 1st Duke of York's Own Skinner's Horse (rekognosceringsregimentet fra 5. indiske infanteridivision) samt noget mobilt artilleri. Gazelle Force var under kommando af oberst Frank Messervy.
De engelske fly var de italienske Fiat CR-42 jagere og Gladiatorerne overlegne eller mindst jævnbyrdige med dem. Både Hurricanes og Gladiators kunne skabe kaos blandt de italienske Savoia-Marchetti bombefly.
Den 6. december blev en stor samling italienske lastbiler bombarderet og beskudt af Commenwealth fly nogle få kilometer nord for Kassala. De samme fly fortsatte med at beskyde de nærliggende stillinger, som var bemandet med sortskjorter og kolonitropper, med maskingeværer fra lav højde. Nogle få dage senere bombarderede de samme fly den italienske base ved Keru, 80 km øst for Kassala. Commonwealth piloterne havde den tilfredsstillelse at se forsyningslagre og køretøjer indhyllet i røg og flammer, da de fløj bort.
En morgen i midten af december dukkede en styrke italienske jagere op ved en rhodesisk flyveplads nær Kassala. Italienerne beskød nogle Hawker Hardyer, som stod på jorden, og adskillige blev ødelagt. Selv om angrebet var lykkedes, afstedkom det ingen menneskelige tab.

### Italienerne går i defensiven
Efter erobringen af Britisk Somaliland indtog italienerne en mere defensiv holdning. I løbet af sidste del af 1940 førte de italienske tilbageslag andre steder – som i Middelhavet, i den libyske ørken, i skyerne over England og i den albanske grænse til Grækenland – til at den italienske generalstabschef i Rom, General Ugo Cavallero valgte en ny strategi i Østafrika. I december 1940 fremførte Cavallero overfor den italienske overkommando Commando Supremo, at de italienske styrker i Østafrika skulle opgive offensive operationer mod Sudan og Suezkanalen. I stedet mente Cavallero, at Italien skulle koncentrere sig om at forsvare Italiensk Østafrika.
Hertug Amedeo af Aosta, bad også om tilladelse til at trække sig tilbage fra den sudanesiske grænse. Som svar til Cavallero og hertugen af Aosta, beordrede den italienske overkommando i Rom de italienske styrker i Østafrika at trække sig tilbage til bedre forsvarsstillinger.
Der blev sendt ordrer til generalløjtnant Luigi Frusci, om at han skulle trække sine styrker tilbage fra Kassala og Metemma i lavlandet langs den sudanesiske grænse til Eritrea. I stedet fik Frusci ordre til at holde bjergpassene på vejene østpå fra Kassala til Agordat og fra Metemma til Gondar, som var lettere at forsvare. Imidlertid valgte Frusci ikke at trække sig tilbage fra lavlandet. Han hævdede, at tilbagetrækning ville betyde et stort prestigetab. Desuden var Kassala et vigtigt jernbaneknudepunkt. Ved at holde det, forhindrede italienerne briterne i at bruge jernbanen til at flytte forsyninger fra Port Sudan ved det Røde Hav til basen ved Gedaref.
Oplysningen om den italienske tilbagetrækning blev hurtigt dekrypteret af briterne og med kendskab til de italienske planer kunne generalløjtnant William Platt indlede sin offensiv ind i Eritrea den 18. januar 1941, tre uger før planlagt.

## Den allierede modoffensiv
Efter tabet af Britisk Somaliland omfattede general Archibald Wavells plan for den britiske modoffensiv en "Nordlig front" under kommando af William Platt (som blev forfremmet til generalløjtnant i starten af januar 1941) og en "Sydlig front" under kommando af generalløjtnant Alan Cunningham, som havde overtaget den østafrikanske styrke i starten af november 1940. En tredje front ville blive åbnet af den styrke, som skulle generobre Britisk Somaliland fra havet.
Kort fortalt var det Wavells plan, at Platt skulle rykke sydpå fra Sudan, gennem Eritrea og ind i Etiopien, mens Cunningham skulle rykke nordpå fra Kenya, gennem Italiensk Somaliland og ind i Etiopien. Mens Platt rykkede frem nordfra og Cunningham sydfra planlagde Wavell med at en tredje styrke at gå ind i Britisk Somaliland i et amfibieangreb og derpå generobre kolonien, inden den fortsatte ind i Etiopien. Ifølge planen skulle alle tre styrker samles ved hovedstaden i Italiensk Østafrika, Addis Abeba.
Erobringen af Italiensk Østafrika ville fjerne de landbaserede trusler mod forsyninger og forstærkninger fra Australien, New Zealand, Sydafrika og Britisk Østafrika, som skulle passere gennem Suezkanalen til felttoget i Nordafrika og åbne ruten over land fra Cape Town til Cairo.

### Heile Salassie vender tilbage til Etiopien
Den 18. januar 1941 krydsede kejser Selassie grænsen nær landsbyen Um Iddla. To dage senere sluttede han sig til Gideon Force, som allerede var i Etiopien. Flaget for Judas Løve gik igen til tops.
Grænseovergangen foregik ca. 530 km nordvest for Addis Abeba, den hovedstad, som kejser Salassie var blevet tvunget fra, da den italienske general Pietro Badoglio erobrede byen fra etiopierne den 5. maj 1936 under den Anden italiensk-abessinske krig.

#### Felttoget i Gojjam
Kejser Selassie og Gideon Force under major Orde Wingate gennemførte i de følgende tre måneder et felttog i den etiopiske provins Gojjam, hvor de i starten stod overfor en styrke på 25.000 mand. Kejser Selassie og Gideon Force samlede etiopiske patrioter overalt hvor de kom frem ved hjælp af kraftige højttalere, som de patriotiske styrker havde fået for at kunne bekendtgøre kejserens tilstedeværelse og tilskynde lokale høvdinge og italienske askarier til at desertere fra den italienske side. Ved overraskelsesangreb og bluff afbrød denne forholdsvis lille styrke de italienske forsyningslinjer og skaffede vigtige efterretninger til de mere konventionelle britiske og imperiestyrker.
I marts var der et voldsomt sammenstød mellem oberst Daniel Sandford og Wingate. Sandford fastholdt i et signal til hovedkvarteret i Khartoum, at de ressourcer, som blev brugt af Wingate til den "forholdsvis langsomme fremrykning af [hans] konventionelle styrker", "lammede patrioternes aktiviteter ved at aflede rifler, ammunition og paksadler til Wingates styrke alene i stedet for at give samme prioritet til patrioterne", hvilket ville have en større effekt gennem hurtigere og mere vidt spredte aktioner, ikke blot i Gojjam, men med bistand af Mission 101 også i andre provinser. Det blev fulgt op af en tilbagevisning fra Wingate til Platt, som måtte tilbagevise dem begge. Striden bredte sig til Wingates enheder, hvilket førte til mytteri i 2. etiopiske bataljon i starten af april. Wingate måtte forlade sin sygeseng (han led af et malariaanfald) for at afskedige bataljonschefen, hvorefter den bakkede op om sin nye chef og klarede sig godt i resten af felttoget.

#### Første sejr
Den 6. marts 1941 vandt de etiopiske patrioter deres første sejr, da de erobrede Bure. Fra 27. februar til 3. marts chikanerede Gideon Force de velplacerede forsvarsforter ved Bure, mens propagandafolk, som råbte gennem deres megafoner, nærede italienernes tro på at de blev angrebet af en betydelig styrker, og fik derved mange til at desertere. Til sidst den 4. marts trak oberst Natale, som var bange for at hans forbindelseslinje til Debre Marqos var truet sig tilbage, uvidende om at angrebsstyrken kun bestod af 450 mand, og han begav sig mod Dembacha på vejen mod Debre Marqos. Chikaneret bagfra af grænsebataljonen stødte Natales kolonne direkte ind i den 2. etiopiske bataljon, som gjorde hård modstand, men blev løbet over ende. Natale var imidlertid blevet rystet af de seneste begivenheder og opgav Dembacha den 8. marts og rykkede alle garnisonerne tilbage til Debre Marqos.
Det amerikanske United Press Agency rapporterede:
| Citat | Den østafrikanske krig har ændret sig til et kapløb mod Addis Abeba mellem hæren af abessinske frivillige og de mekaniserede sydafrikanske tropper, som står i en så skærende kontrast til hinanden. De sydafrikanske tropper rykker fra fra Mogadishu mod Harar, som ligger omkring 50 km fra jernbanen mellem Djibouti og Addis Abeba. | Citat |
|       | |       |

På under tre måneder rykkede Gideon-styrken uden 2. etiopiske bataljon, som ikke længere var en kampstyrke efter kampen ved Dembacha, og en stadig større hær af etiopiske patrioter frem mod de italienske befæstninger i Debre Marqos, hovedstaden i Gojjam. Oberstløjtnant Bousted, som havde kommandoen over grænsebataljonen indledte en guerillakrig, som omfattede små grupper på ca. 50, som midt om natten lydløst infiltrerede til en afstand af 10 meter fra fjendtlige stillinger og derpå angreb med granater og bajonetter for at eliminere forsvarerne. I starten af april var forsvarerne blevet tvunget til at trække sig tilbage til en indre forsvarsring ved Debre Marqos. På grund af den kritiske situation i syd var hertugen af Aosta tvunget til at trække sig tilbage fra Debre Marqos og den 4. april begyndte 12.000 mennesker (heriblandt 4.000 kvinder) at trække sig 320 km tilbage til Safartak og derpå videre til Dessie under deres kommandant oberst Maraventanos ledelse. Den 6. april ankom Haile Selassie til Debre Marqos og blev formelt modtaget af Wingate, Gideon Force og Ras Hailu den magtfulde lokale leder af patrioterne.

#### Addis Abeba
Mens Debre Markos og Addis Derra blev erobret, samledes andre etiopiske patrioter under Ras Abebe Aregai sig omkring Addis Abeba som forberedelse til kejser Selassies tilbagekomst. Som svar på de hurtigt fremrykkende britiske og imperiestyrker og det generelle oprør blandt de etiopiske patrioter trak italienerne sig tilbage til bjergfæstningerne i Gondar, Amba Alagi, Dessie og Gimma.
Fra Debra Marqos fulgte Wingate efter de retirerende italienere og gennemførte en række chikanerende angreb. I starten af maj måtte størstedelen af Gideon Force afbryde angrebene for at levere en passende eskorte under Haile Salassies formelle indtog i Addis Abeba. Efter ceremonierne vendte Wingate tilbage til Safforce, hovedstyrken i Mission 101, som chikanerede Maraventanos kolonne. Den 18. maj var kolonnen forskanset ved Agibor.
Overfor Maraventano stod en styrke på omkring 2.000, men kun 160 af dem var trænede soldater (100 fra grænsebataljonen og 60 fra den gendannede 2. etiopiske bataljon). Begge sider savnede på dette tidspunkt både mad, ammunition, vand og medicinske forsyninger. Wingate sendte en meddelelse som var rent bluff til Maraventano, hvor han fortalte om meget betydelige styrker, som var på vej for at slutte sig til ham og spillede på den sandsynlige snarlige tilbagetrækning af britiske tropper, så den italienske kolonne ville blive overladt til patrioternes nåde. Den 21. maj, efter at have forelagt sagen for sine overordnede i Gondar, der havde overladt afgørelsen til ham, antydede Maraventano at han havde til hensigt at overgive sig ved en formel begivenhed den 23. maj. Wingate modtog overgivelsen fra 1.100 italienske og 5.000 kolonitropper, 2.000 kvinder og børn og 1.000 muldyrdrivere m.m. På dette tidspunkt bestod hans styrke kun af 36 regulære soldater, som kunne udgøre den formelle æresgarde med overgivelse, resten af hans styrke var patrioter.
Den 18. maj blokerede en lille del af Gideon Force under ledelse af den opdagelsesrejsende Wilfred Thesiger en styrke på 2.500 retirerende italienere. Den 24. maj, hvor han troede, at han stod overfor en overlegen styrke, indvilligede den italienske kommandant i at overgive sig til Thesiger.

### Felttoget i Eritrea
Den 12. januar sendte hertugen af Aosta sin elite Savoy grenaderdivision af sted for at forsvare Keren. Den italienske styrke ved Keren omfattede snart tre brigader kolonitropper foruden Savoygrenadererne. Savoygrenadererne havde en bataljon med yderst mobile infanterister (Bersaglieri) og Uork Amba-bataljonen, den eneste bataljon af elite bjergtropperne Alpini i Østafrika.
Generalløjtnant Platts angreb fra Sudan for at erobre Eritrea kunne først begynde, da der var ankommet forstærkninger fra Ægypten, og i mellemtiden fortsatte han med at gennemføre generende angreb på italienske stillinger. Ankomsten af en australsk division i Ægypten gav general Wavell mulighed for at frigøre den 4. indiske infanteridivision fra Operation Compass i den libyske ørken. Yderligere forstærkninger i form af et batteri 6-tommer haubits og et kompagni kampvogne var også på vej.
Ankomsten af 4. indiske infanteridivision, som indledtes den 7. januar), og efterretninger om de italienske planer var en stor støtte for Platts planlægning. Det britiske hovedangreb på Eritrea, som oprindelig var planlagt til den 8. februar med et angreb mod jernbaneknudepunktet ved Kassala, blev fremskyndet til den 18. januar. De kraftige forpostfægtninger i den foregående måned havde foranlediget italienerne til at trække deres nordlige flanke tilbage til Keru og Wachai. Den 17. januar adlød Frusci langt om længe ordrerne fra Rom og trak sig tilbage fra Kassala og Tessenei for at koncentrere sine styrker i Keru – Biscia – Aicota trekanten hvor bjergende begyndte.

#### Platts styrker rykker ind i Eritrea
Den 19. januar 1941 rykkede generalløjtnant Platts to divisioner: 4. indiske infanteridivision under generalmajor Noel Beresford-Peirse og 5. indiske infanteridivision under generalmajor Lewis Heath ind i Kassala i retning mod den stærkt befæstede by Agordat mod øst. Mens briter og commonwealthstyrker passerede gennem Kassala og trængte ind i Sabdaret og Tessenei var italienerne allerede i stilling blandt de forrevne forbjerge til det eritreiske plateau på vejen mod Agordat.

#### Briggs Force
Mens de indiske divisioner krydsede grænsen til Eritrea i vest rykkede Briggs Force, som opererede uafhængigt af hovedstyrken under Platts direkte kommando østpå fra Sudan og trængte ind i Eritrea fra nord gennem grænsebyen Karora. Briggs Force bestod af fire bataljoner under brigadegeneral Harold Rawdon Briggs – to bataljoner fra Briggs egen 7. indiske infanteribrigade (fra 4. indiske infanteridivision), sammen med to bataljoner fra den franske Brigade d'Orient – en senegalesisk kolonibataljon og en bataljon Frie franske styrker.
Efter at have erobret italienske stillinger nær Karora, kæmpede Briggs Force sig vej til de nordlige forsvarsstillinger ved Keren og fik forbindelse med hovedstyrken i marts.

#### Agordat og Barentu
4. indiske infanteridivision, som stadig kun havde den underbemandede 11. indiske brigade til rådighed foruden Gazelle Force, tog den nordlige rute via via Wachai og Keru. I mellemtiden tog de to brigader fra 5. indiske infanteridivision (en tredje brugade, 9. infanteribrigade, var blevet tilbage for at dække stillingen ved Gallabat) en sydlig rute via Tessenei, Aicota og Barentu. Begge ruter var minerede og overstrøet med søm, hvilket betød at ingeniørtropperne havde en hård opgave med at fastholde momentum i fremrykningen.
Den 21. januar havde 5. indiske division besat Aicota uden modstand og Gazelle Force var nået til den stærkt forsvarede stilling ved Keru slugten, som blev holdt af fem italienske bataljoner. Den italienske stilling ved Keru blev revet op ved et dristigt træk af generalmajor Heath, som sendte 2. bataljon af Highland Light Infantry og 2. motoriserede maskingevær bataljon fra 10. indiske brigade nordøst på langs et spor fra Aicota nag om den italienske stilling ved Keru. Den 22. januar, da 4. indiske division indledte sit angreb var styrken fra 5. indiske division på plads henover den italienske forbindelseslinje. Den italienske stilling, som burde kunne have holdt stand i uger, blev umulig at holde, og mens det lykkedes nogle elementer af den 41. italienske brigade at undslippe fra området i løbet af natten blev general Fongoli med hans stab og artilleri samt 1.200 mand taget til fange.
Den 25. januar var den direkte forbindelseslinje mellem Agordat og Barentu blevet afskåret, så de to tyngdepunkter var isoleret fra hinanden. Agordat blev forsvaret af fire infanteribrigader støttet af 76 kanoner og 2 kompagnier med henholdsvis lette og middelsvære kampvogne under kommando af general Lorenzini. 4. indiske divisions anden brigade – 5. infanteribrigade – var nu nået frem fra Ægypten og Beresford-Pierse gjorde derfor holdt for at lade den nå fronten sammen med de første fire Matilda I kampvogne. Om aftenen den 28. januar sendte han 11. indiske brigades 3. bataljon af 14. Punjab Regiment af sted på en omgående bevægelse gennem Cochen bakkerne mod syd. Den 29. januar fik de selskab af 1. bataljon af 6. Rajputana Rifles. Den 30. januar blev de udsat for et modangreb fra fem italienske kolonibataljoner med bjergartilleri som støtte. De indiske bataljoner kom under et intenst pres, og blev tvunget til at trække sig tilbage, men satte et modangreb ind om morgenen den 31. januar og vandt det tabte tilbage. Da Lorenzinis opmærksomhed fuldt ud var optaget af hændelserne i Cochen, indledte Beresford-Pierse sit hovedangreb med 5. indiske brigade på sletten nedenfor støttet af de fire Matilda kampvogne. Kampvognene viste sig at være den afgørende faktor, og om aftenen var vejen til Keren blevet afbrudt og de italienske forsvarere isoleret. Igen forsøgte de italienske styrker at slippe væk i ly af mørket, men 1.000 fanger blev taget foruden 43 kanoner.
I mellemtiden havde 5. indiske division angrebet Barentu, og selv om de stod over for 8.000 forsvarere med 32 kanoner i forberedte stillinger, havde de klaret sig uden hjælp fra kampvogne og besatte byen den 2. februar.
I løbet af ni dage var styrkerne under Beresford-Peirse og Heath rykket 160 km frem, havde gennembrudt de italienske stillinger i forbjergene og havde erobret Agordat den 1. februar. I alt 6.000 var taget til fange, og der var erobret 80 kanoner, 26 kampvogne og 400 lastbiler.
Under 5. indiske divisions fremrykning var brigadegeneral William "Bill" Slim den 21. januar blevet såret under beskydning fra luften. Slims post som kommandant for 10. indiske infanteribrigade blev midlertidigt overtaget af oberstløjtnant Bernard Fletcher, som var chef for brigadens 2. Highland Light Infantry bataljon, indtil marts hvor brigadegeneral Thomas "Pete" Rees tog over.

#### Metemma
Den italienske garnison i Metemma i det nordlige Etiopien, som havde været under stigende pres i tre uger og var klar over, at Platts hovedangreb ikke ville komme fra Gallabat, trak sig den 31. januar tilbage i retning af Gordar. Denne tilbagetrækning tillod 9. indiske infanteribrigade fra 5. infanteidivision at besætte Metemma. Brigadegeneral Mosley Mayne, som var chef for 9. brigade, sendte enheder lags vejen mod Wahni for at chikanere de retirerende italienske styrker og udkæmpede livlige træfninger 30 km og 70 km øst for Metemma. Fremrykningen på vejen var vanskelig på grund af de tæt udlagte minefelter og det var i denne periode at sekondløjtnant Premindra Singh Bhagat fra Royal Bombay Sappers and Miners vandt den indiske hærs første Victoriakors i 2. verdenskrig for en "...vedvarende dåd i form af rent mod" ved rydning af 15 minefelter og 90 km vej under 48 timers uafbrudt indsats.
Den 31. januar rapporterede hertugen af Aosta, at de italienske styrker i Østafrika kun havde 67 fungerende fly med begrænset brændstof tilbage.

#### Keren
Efter Agordats fald optog Gazelle Force forfølgelsen blot for at blive forsinket ved Baraka-floden hvor broen var blevet sprængt og bredderne og den tørre flodbund mineret. Den 8 timer lange forsinkelse gav italienerne tid til at omgruppere deres resterende styrker i Eritrea med strategiske reserver (som havde været undervejs i tre dage uden stop fra Addis Abeba) ved Keren og derpå spærre den eneste vej vestfra til Keren plateauet ved at sprænge klipperne over vejen hvor den passerede gennem en slugt.
Den afgørende kamp på nordfronten foregik herefter ved Keren i Eritrea. Mens general Frusci havde den overordnede kommando over alle italienske styrker i Eritrea, var italienerne ved Keren underlagt general Nicolangelo Carnimeo. Keren ligger 100 km øst for Agordat i retning af det Røde Hav. Den 5. februar begyndte slaget ved Keren. Slaget begyndte med angreb fra elementer af 4. indiske infanteridivision (Gazelle Force og 11. indiske brigade) mod de italienske stillinger i bjergene på vej mod Keren. I starten holdt de beslutsomme italienske forsvarere stand, med store tab på begge sider. Yderligere svare angreb fortsatte i de følgende 10 dage, men italienerne holdt stand, og der kom intet gennembrud.
Platt besluttede at omgruppere sig og samlede sine styrker, inden han angreb igen. Da der var tale om et nøje planlagt angreb, valgte han at nedlægge Gazelle Force (og Messervy overtog 9. indiske brigade) og bragte 5. indiske infanteridivision (som havde renset op med Agordat) frem til fronten. Den 1. marts blev hans styrke udvidet da Briggs Force ankom nordfra. Selv om den manglede det nødvendige artilleri til en stor offensiv, fordrev Briggs Force en betydelig del af garnisonen i Keren. Dette hjalp Platts hovedoffensiv, som blev indledt fra sydvest. Briggs Force udgjorde også en trussel mod Massawa mod øst. Denne trussel tvang italienerne til at fastholde en reserve ved kysten.
Da det næste angreb på Keren blev indledt den 14. marts, stod Platts styrke på omkring 13.000 mand overfor en forstærket italiensk styrke på omkring 23.000 mand. Igen kæmpede begge sider med beslutsomhed, og begge sider led store tab. Ifølge Winston Churchill var det en lige kamp, både på landjorden og i luften, men Churchill pointerer at ankomsten af Hurricane-jagere gav briterne overlegenheden i luften.
Det varede indtil 27. marts før Keren faldt. I den beretning om slaget som står i Eastern Epic, en officiel historiebog om den britiske hær i Indien under 2. verdenskrig, skrev Compton Mackenzie:
| Citat | Keren var et af de hårdeste slag, som soldater har udkæmpet, og lad det være sagt, at intetsteds i krigen kæmpede tyskerne mere indædt end disse italienske Savoia-bataljoner, Alpini, Bersaglieri og grenaderer. I de første fem dages kampe havde italienerne tab på næsten 5.000, heraf 1.135 døde. Lorenzini, den tapre unge italienske general, fik hovedet sprængt bort af en af de britiske kanoner. Han havde været en stor leder for de eritreiske tropper Krigstidens propaganda betød uheldigvis at den britiske presse fremstillede italienerne som nærmest komiske krigere, men bortset fra den tyske faldskærmsdivision i Italien og japanerne i Burma, var de britiske og indiske tropper ikke involveret i en hårdere kamp end mod disse Savoy-bataljoner ved Keren. Hertil kom at kolonitropperne indtil de brød sammen helt til slut kæmpede modigt og beslutsomt, og deres standhaftighed var et vidnesbyrd om den dygtighed som kendetegnede den italienske administration og den militære træning i Eritrea. | Citat |
|       | |       |

Tabene ved Keren var forholdsvis høje på begge sider. De britiske og Commonwealth styrkerne havde over 4.000 døde, sårede og savnede heraf 3.000 i den 4. indiske division. Italienerne havde omkring 3.000 døde og adskillige tusinde sårede, tilskadekomne og syge. En stor del af den italienske garnison blev taget til fange.
Keren var afgørende i forhold til de allierede styrkers strategiske mål (i en sådan grad, at da Wavell blev ophøjet til jarl valgte han som sin anden titel "viscount of Keren and of Winchester). Selv om der ventede hårde kampe forude inden felttoget kunne afsluttes, brød Kerens fald de italienske styrkers modstand og førte næsten straks til erobringen af Massawa ved kysten. Dette gjorde det muligt for skibsfarten at færdes sikkert på det Røde Hav og bringe våben og forsyninger til hærene i Nordafrika.

#### Asmara
Efter Kerens fald fortsatte den 5. indiske infanteridivision i østlig retning i forfølgelse af de retirerende italienere mod Eritreas hovedstad Asmara ca. 80 km borte. De efterlod 4. indiske infanteridivision til at rense op ved Keren. Herefter vendte 4. infanteri division tilbage til Ægypten, idet de enheder som var afgivet til Briggs Force dog blev i området lidt længere.
De retirerende italienere udkæmpede mindre træfninger, men ingen større kampe. En defensiv stilling blev etableret ved Ad Teclesan i en snæver dal på vejen fra Keren til Asmara. Den 80. kolonidivision blev bragt frem fra Gondar og de resterende to bataljoner af Savoia grenadererne fra Addis Abeba. Nederlaget ved Keren havde imidlertid knust de italienske styrkers moral, og da Heaths angreb startede tidligt den 31. marts var der ikke megen kamp. Den 1. april blev Asmara erklæret for åben by og 5. indiske division rykkede ind i byen og tog yderligere 5.000 fanger og alt de italienske østafrikanske hæres reserveudstyr, herunder 1.500.000 granater og 3.000.000 patroner til håndvåben. Tre dage senere, efter at have fået nye forsyninger ad den stadig længere vej fra jernbaneknudepunktet i Kassala ved den sudanesiske grænse, fortsatte 10. infanteribrigade fra 5. indiske division videre øst på mod Massawa. Massawa lå ca. 80 km borte, 2.100 meter lavere og ved kysten, På 10. brigades venstre flanke lå Briggs Force, som var rykket frem over land fra Keren og nærmede sig Massawa nordfra langs kysten.

#### Massawa
Kontreadmiral Mario Bonnetti, chefen for den italienske rødehavsflåde og kommandant over garnisonen i Massawa, havde af Mussolini fået ordre til at forsvare byen til sidste mand. Italienerne havde 10.000 mand og 100 kamp- og panservogne af forskellig slags til forsvaret af Massawa. Omkring 1.000 af forsvarerne ved Massawa var veteraner fra Keren og et nyt blodigt slag forekom sandsynligt.
Den 20. februar 1941 brød det kanonbevæbnede handelsskib Ramb I ud af Massawa sammen med det gamle koloniskib Eritrea og det kanonbevæbnede handelsskib Ramb II. Ramb I og Ramb II var kendt som hjælpekrydsere som var camoufleret som almindelige handelsskibe. Ramb I and Ramb II var forholdsvis moderne og hurtige. De var blevet ombygget til hjælpekrydsere ved installation af fire 120 mm kanoner og noget 13,2 mm antiluftskyts. Eritrea var bygget efter samme princip, men mens den var ældre og langsommere kunne den rumme en større last. Eritrea var bestykket med fire 120 mm kanoner, to 40 mm kanoner og to 13,2 mm maskingeværer. Den 27. februar 1941 blev Ramb I lokaliseret ud for Maldiverne i det Indiske Ocean af den newzealandske krydser Leander og blev sænket. Både Eritrea og Ramb II undgik opdagelse og nåede til Kobe i Japan.
Fra 1. til 4. marts undgik de resterende italienske undervandsbåde at blive ødelagt ved at sejle sydpå. Guglielmo, Gauleo Ferraras, Perla og Archimede planlagde at sejle sydpå, rundt om Kap det gode håb, dreje nordpå og sejle til Bordeaux i Frankrig langs Afrikas vestkyst. Den 29. marts blev Perla tanket op med brændstof af den tyske hjælpekrydser Atlantis i det Indiske Ocean. De andre undervandsbåde blev tanket op af det tyske flådetankskib Nordmark i Sydatlanten den 16. og 17. april. Alle fire italienske undervandsbåde ankom til Bordeaux mellem den 7. og den 20. maj.
Elementer af 5. indiske division fra Asmara og Briggs Force, som kom over land fra Keren, nærmede sig Massawa. Efter kraftig modstand brød den italienske modstand sammen på grund af mangel på brændstof, ammunition og mad. Franske enheder fra Briggs Force tog Montecullo og Fort Umberto den 7. april, og de allierede trængte ind i Massawa den 8. april. Oberst Ralph Monclar fra 13. halvbrigade af Fremmedlegionen erobrede den italienske admiralitetsbygning og modtog overgivelsen fra 10.000 mand af den italienske flåde hvorved enhedens samlede antal italienske fanger nåede op på 14.000.
Havnefaciliteterne i sig selv var en gevinst, som briterne håbede på at kunne bruge til at forkorte listen af allierede skibe, som ventede på at blive repareret i Alexandria. Da Asmara var erobret, havde Bonnetti over en ubeskadiget telefonlinje fået besked af briterne om, at de ikke ville tage ansvaret for bespisning af 40.000 italienske civile i Asmara, hvis havnefaciliteterne blev beskadiget. Da Bonnetti henviste sagen til Rom, fik han besked på at fortsætte med at ødelægge havnen. I ugen før erobringen blev havnen i Massawa grundigt ødelagt ved italiensk sabotage mod maskineri i havnefaciliteterne, sænkningen af to store tørdokke og planmæssig sænkning af 16 store skibe i mundingen af den nordlige flådehavn samt den centrale og den sydlige trafikhavn. Der blev også sænket to store flydekraner. Havnen var ubrugelig, før reparationer og bjergninger havde ryddet den 13 måneder senere. 
Den 11. april blev generalmajor Lewis Heath forfremmet til at lede det 3. indiske korps i Fjernøsten. Kommandoen over 5. indiske division blev overtaget af Mosley Mayne, som tidligere havde havde kommandoen over divisionens 9. brigade. Bernard Fletcher, som i to måneder frem til marts havde haft midlertidig kommando over 10. brigade blev forfremmet og fik kommandoen over 9. brigade.
Inden Massawa faldt, havde Bonnetti beordret de resterende syv italienske destroyere og den sidste motortorpedobåd (de andre fire var ikke længere operationsdygtige) til at stævne ud fra Massawa på "vind eller forsvind" missioner. I slutningen af marts skulle tre destroyere angribe Port Suez, men da en af dem gik på grund ud for Massawa og måtte sænkes af sine søsterskibe måtte denne operation opgives og de to overlevende skibe sluttede sig til resten i deres mission, som gik ud på at angribe olietanken ved Port Sudan i begyndelsen af april. To af disse destroyere, Daniele Manin og Nazario Sauro, blev sænket af landbaserede Swordfish fly (fra flådens flystyrker på hangarskibet HMS Eagle. Yderligere to destroyere blev beskadiget og fik åbnet bundventilerne ved kysten nær Jeddah i Saudiarabien. Den 7. destroyer fik motorproblemer og blev i Massawa, hvor den blev sænket under ødelæggelsen af havnefaciliteterne. Inden den blev sænket af sin besætning torpederede og beskadigede den italienske motortorpedobåd MAS-213 krydseren Capetown. Krydseren var i færd med at eskortere en konvoj ud for Massawa.
De resterende italienske havnefaciliteter ved Assab var indenfor rækkevidde af britiske fly med base i Aden, men holdt ud i adskillige uger efter Massawas fald.

### Amfibieangreb mod Britisk Somaliland
Den 16. marts 1941 blev Operation Appearance sat i gang. Med udgangspunkt i Aden blev to bataljoner fra den indiske hær og en somalisk kommandogruppe landsat på begge sider af Berbera af den britiske flådestyrke "Force D" (krydserne HMS Glasgow og HMS Caledon, destroyerne HMS Kandahar og Kipling, hjælpekrydserne Chakdina og Chantala, de indiske trawlere Netavati og Parvati, to transportskibe og ML 109). De to Sikh bataljoner (som havde været en del af forsvarsstyrken, som blev evakueret i august 1940) foretog den første vellykkede allierede landgang på en fjendtlig strand i 2. verdenskrig. 2. bataljon af 3. Punjab Regiment og 3. bataljon af 15. Punjab Regiment generobrede Britisk Somaliland fra dens italienske besættere.
Da sikherne gik i land, ventede en italiensk oberst (som i lighed med halvdelen af sine folk led af malaria) med de 60 mand, som udgjorde garnisonen i Berbera. Garnisonen havde manglet mad og vand i ugevis. Italienerne stod opmarcheret på stranden og ventede på at kunne overgive sig til den ankommende britiske styrke. Briterne sikrede straks Berbera. En britisk officer, som var til stede ved den italienske overgivelse, skrev senere: "Krig kan være meget pinlig".
Den 20. marts blev Hargeisa erobret. De britiske imperiestyrker i Britisk Somaliland brugte de følgende måneder på at rense kolonien for de sidste rester af dens tidligere besættere. Somaliland Camel Corps blev genetableret i midten af april, og udover at kigge efter italienere fik det også til opgave at indfange lokale banditter.
Fra Britisk Somaliland rykkede de britiske imperiestyrker vestpå ind i det østlige Etiopien. I slutningen af marts fik de forbindelse med de fremrykkende styrker fra Sydfronten omkring Harar og Dire Dawa i Etiopien. Denne forbindelse betød at Cunninghams styrker kunne blive forsynet mere effektivt via havnen i Berbera, mens de rykkede ind i Etiopien.
Nogle italienere startede efter ordre fra oberst Di Marco en guerillakrig i Ogaden området, som rapporteres at have varet indtil sommeren 1942.

### Felttoget i Italiensk Somaliland og det sydlige Etiopien
Cunninghams styrker på Sydfronten omfattede 1. Sydafrikanske division, 11. Afrikanske division og 12. afrikanske division (de sidste divisioner bestod af tropper fra Østafrika, Sydafrika, Nigeria og Ghana under britiske eller sydafrikanske officerer). Den sydafrikanske division blev ledet af generalmajor George Brink, 11. Afrikanske division var under generalmajor H. E. de R. Wetherall mens 12. Afrikanske division var under generalmajor Reade Godwin-Austen.

#### Forberedende aktion i det sydlige Etiopien
I januar 1941 besluttede Cunningham at indlede sine første angreb over den kenyanske grænse direkte ind i det sydlige Etiopien. Selv om han var klar over, at den forestående regntid ville forhindre en direkte fremrykning af denne vej til Addis Abeba, håbede han på, at denne aktion ville få etiopiere i den sydlige del af landet til at gøre oprør mod italienerne. Man regnede også med, at denne aktion ville binde italienske styrker i området og forhindre, at de blev brugt som forstærkninger når hovedoffensiven gik i gang i Jubaland Cunningham sendte den 1. sydafrikanske division (bestående af 2. og 5. sydafrikanske brigade samt 21. østafrikanske brigade) samt en uafhængig Østafrikansk brigade ind i Galla-Sidamo provinsen. Fra 16. til 18. januar 1941, erobrede de El Yibo og den 19. januar erobrede en fremskudt styrke fra den sydafrikanske division Jumbo. Fra 24. til 25. januar kæmpede Cunninghams tropper på Turbi-vejen. Hans forhåbninger om at etiopierne ville gøre oprør blev imidlertid ikke opfyldt.
Angrebet på det sydlige Etiopien gik i stå i midten af februar da kraftig regn gjorde yderligere fremrykning og forsyning af styrken yderst vanskelig. Den 1. februar erobrede de Gorai og El Gumu. Den 2. februar tog de Hobok. Mellem den 8. og 9. februar blev Banno erobret. Den 15. februar foregik kampene på Yavello-vejen. De to sydafrikanske brigader indledte derefter en dobbelt omslutning af Mega. Efter et tre-dages slag, hvor mange af sydafrikanerne, som var udstyret efter tropiske forhold, led under forfrysninger på grund af det kraftige regnvejr og temperaturer nær frysepunktet, erobrede de Mega den 18. februar. Moyale, 110 km sydøst for Mega ved grænsen til Kenya blev besat den 22. februar af en patrulje irregulære abessinske tropper, som havde været tilknyttet den sydafrikanske division.

#### Invasion af Italiensk Somaliland
Den 24. januar invaderede Cunninghams hovedstyrke, herunder den 11. og 12. Afrikanske division Italiensk Somaliland fra Kenya. Tidligere i januar havde italienerne allerede besluttet, at sletterne i Italiensk Somaliland ikke kunne forsvares. Hovedparten af de italienske styrker var allerede under tilbagetrækning til det bedre forsvarsterræn i bjergene i Etiopien. Cunningham stødte kun på få italienere øst for Jubafloden. Kismayu ligger der hvor Jubafloden løber ud i det Indiske Ocean.
Mod en forventet styrke på 6 brigader og "seks grupper af udskrevne indfødte", som forsvarede Juba for italienerne, indledte Cunningham Operation Canvas med fire brigadegrupper. Der ventedes ikke stor modstand, og det kom der heller ikke. Den 14. februar blev det første mål, havnen i Kismayu, erobret. Nord for Kismayu og på den anden side af floden lå den italienske hovedstilling Jelib. Den 22. februar blev Jelib angrebet fra begge flanker og bagfra. Italienerne blev slået fuldstændig på flugt, og 30.000 blev enten dræbt, taget til fange eller spredt i terrænet. Italienske fly tog slet ikke del i forsvaret efter at de havde fået en hård medfart af sydafrikanske fly. Der var nu intet der forhindrede Cunningham i at rykke 300 km frem og erobre hovedstaden og den vigtigste havn i Italiensk Somaliland: Mogadishu.

#### Mogadishu
Den 25. februar 1941 rykkede den nigerianske brigade fra 11. afrikanske division op langs kysten og besatte Mogadishu. I mellemtiden trængte 12. afrikanske division frem til Jubafloden i Italiensk Somaliland i retning af den etiopiske grænseby Dolo.
Den 1. marts indledte 11. afrikanske division en kæmpende forfølgelse af de retirerende italienske styrker nordpå fra Mogadishu. Divisionen forfulgte italienerne i retning af Ogadenplateauet. Den 17. marts havde 11. afrikanske division afsluttet et 17 dages kapløb langs den italienskbyggede Strada Imperiale fra Mogadishu til Jijiga i det østlige Etiopien.
I starten af marts havde Cunninghams styrker erobret det meste af Italiensk Somaliland og rykkede gennem Etiopien mod det endelige mål: Addis Abeba. Den 26. marts blev Harar erobret. Den 29. marts faldt Dire Dawa. I denne periode mødtes man med styrkerne, som rykkede frem fra Britisk Somaliland og Cunninghams forsyningsrute blev væsentlig forbedret.

#### Befrielsen af Addis Abeba
Den 6. april 1941 blev Addis Abeba befriet af Cunninghams styrke. På 53 dage havde Cunningham tilbagelagt 2.775 km fra Kenya til den etiopiske hovedstad. Det særdeles disciplinerede politi i Italiensk Afrika (Polizia dell'Africa Italiana) blev i byen for at opretholde ro og orden.
Kejser Heile Selassie gennemførte et formelt indtog i byen den 5. maj. Det var fem år efter at han var blevet tvunget til at flygte da italienerne erobrede hans hovedstad den 5. maj 1936 under den Anden italiensk-abessinske krig. Siden da har 5. maj været festligholdt i Etiopien som befrielsesdagen, en national festdag.
Den 13. april afsendte Cunningham en styrke under brigadegeneral Dan Pienaar bestående af 1. sydafrikanske brigade og Campbell's Scouts (irregulær etiopisk styrke under en britisk officers ledelse) for at fortsatte fremrykningen nordpå og få forbindelse med Platts styrker, som var på vej sydpå.
Efter et hårdt slag erobrede Pienaars styrke Dessie på hovedvejen nordpå fra Addis Abeba mod Asmara den 20. april. Pienaar var ca. 300 km syd for Platts styrker, som samledes ved Amba Alagi.

### Amba Alagi
Wavells vigtigste strategiske opgave bestod i at Platt skulle trænge sydpå fra Sudan mod Addis Abeba og få forbindelse med Cunningham, som var på vej nordpå fra Kenya. En større forhindring for Platt lå ved Amba Alagi, som ligger mellem Asmara og Addis Abeba. Amba Alagi er et 3.650 meter højt bjerg.
Italienerne besluttede at forsvare området omkring Amba Alaqi kraftigt. De sprængte gallerier ind i den massive klippe for at beskytte deres tropper og kunne oplagde rigelig ammunition og lagre. I denne bjergfæstning følte forsvarerne sig under ledelse af hertugen af Aosta sig usårlige.
Platt gav den nyligt forfremmede generalmajor Mosley Mayne og den 5. indiske infanteridivision opgaven med at erobre Amba Alagi. Mayne kunne kun indsætte en enkelt udvidet brigade, 29. indiske brigade, i kampen. Hans angrebsstyrke var derfor mindre end den italienske forsvarsstyrke. Maynes beskedne ressourcer skyldtes behovet for at briterne sikrede deres forsyningslinjer. Forsyningsruten til Amba Alagi strakte sig næsten 400 km sydpå fra Asmara og ca. 650 km fra jernbanen ved Kassala.
Den 3. maj indledte Mayne et skinangreb fra øst mens hovedangrebet blev indledt tidligt den 4. maj fra nordvest over bakkerne. Bakkerne blev kraftigt forsvaret af italienerne. Den 11. maj ankom Pienaars brigadegruppe sydfra og blev underlagt Maynes kommando. Den 14. maj var Amba Alagi omringet. Med Pienaars ankomst var de 7.000 italienske tropper under hertugen af Aosta nu under direkte angreb fra 9.000 britiske og over 20.000 irregulære etiopiske tropper.
Et afsluttende angreb var planlagt til den 15. maj, men en granat ramte et italiensk brændstoflager med det resultat at der løb olie ud i de italienske forsvareres resterende drikkevand. Mangel på vand tvang italienerne til at overgive sig.
Den 18. maj overgav hertugen af Aosta og sine slagne styrker sig ved Amba Alagi. General Mayne gik ind på en overgivelse med "fulde militære æresbevisninger" og gav de italienske tropper tilladelse til at marchere væk fra slagmarken i formation og derpå aflevere deres våben til gengæld for at hertugen gik ind på at overdrage slagmarken "renset". Hertugen skulle således identificere alle miner og fælder overfor briterne og han gik også ind på at italienerne skulle overlade deres resterende udstyr og forsyninger intakt. Mayne skrev senere:
| Citat | Hertugen af Aosta var yderst tilfreds med min indrømmelse, og som han fortalte mig, udstedte han en strikt og umisforståelig ordre om at overdragelsen skulle være fuldstændig og ren, og gjorde det klart at enhver overtrædelse af hans ordrer ville betyde, at han havde brudt sit ord. Så italienerne adlød. Vi fik alting intakt og ingen, bortset fra de abessinske patrioter, som brød ind overalt i deres jagt på bytte, og fortjente deres skæbne, fik så meget som en skramme fra en skjult mine, selv om der var mange af dem. | Citat |
|       | |       |

 Mens hertugen af Aosta stod overfor et nederlag i Østafrika blev hans bror hertugen af Spoleto kronet til konge af Kroatien efter den vellykkede invasion af Jugoslavien.
Hertugen af Aosta havde udholdt de sidste måneders kampe samtidig med at han led under et alvorligt angreb af malaria, og han døde af malaria og tuberkulose nogle få måneder senere.
Felttoget i Italiensk Østafrika var så godt som ovre.

### Den sidste italienske modstand
På trods af hertugen af Aostas overgivelse ved Amba Alagi den 18. maj 1941 fortsatte nogle italienske styrker med at holde ud. Havnebyen Assab og støttepunkterne i Gondar og Jimma forblev under italiensk kontrol. Både Gondar og Jimma startede med at have garnisoner på ca. 40.000 mand.

#### Assab
Den 10. juni blev Operation Chronometer iværksat, og en bataljon fra den indiske hær blev landsat ved Assab, den sidste italienske havn ved det Røde Hav. Den 11. juni var Assab faldet. Den 13. juni blev den indiske trawler "Parvati" det sidste tab for flåden under felttoget, da den ramte en magnetisk mine nær Assab.

#### Jimma
En italiensk styrke under general Pietro Gazzera, guvernør over Galla-Sidama og den nye fungerende vicekonge og generalguvernør over Italiensk Østafrika, fortsatte med at yde modstand i Jimma i det sydvestlige Etiopien. Gazzera havde efterfulgt hertugen af Aosta som vicekonge og generalguvernør i Italiensk Østafrika.
Allerede inden Cunningham rykkede imod ham stod Gazzera imidlertid overfor en stigende irregulær styrke af etiopiske patrioter. Mange af hans enheder begyndte at smelte væk. Hans kolonitropper var især slemme til at desertere. Den 21. juni 1941 opgav Gazzera Jimma hvor omkring 15.000 af hvad der var tilbage af hans styrke overgav sig. Den 3. juli overgav Gazzera sig sammen med sine sidste 7.000 mand da de var blevet afskåret af den belgiske generalmajor Auguste-Éduard Gilliaert, lederen af de Frie Belgiske Styrker i Østafrika.
Den 28. september overgav den 3.000 mand store garnison ved Wolchefit passet sig til King's African Rifles.

#### Gondar
Styrken ved Gondar, under general Guglielmo Nasi, den fungerende guvernør i Amhara, holdt ud i næsten syv måneder. Gondar var hovedstad i Begemder provinsen i det nordvestlige Etiopien, ca. 190 km vest for Amba Alagi. Efter at general Gazzera havde overgivet sig blev Nasi den nye fungerende vicekonge og generalguvernør for Italiensk Østafrika, men ligesom Gazzera stod Nasi ikke kun overfor konventionelle styrker (under Platts kommando) men også stadig flere etiopiske patrioter.
Selv om det italienske luftvåben i Østafrika hurtigt var blevet slidt ned af en udmattelseskrig, holdt det ud til den bitre ende. Den 24. oktober blev det sidste italienske fly skudt ned under felttoget.
Den 27. november 1941 overgav general Nasi Gordar med hans sidste 23.500 mand til en blandet styrke af britiske og Commonwealth styrker samt etiopiere. Italienerne fik fulde militære æresbevisninger.

## Efterspil
Da det Røde Hav og Adenbugtens kystlinjer var ryddet for Aksemagternes styrker kunne den amerikanske præsident Franklin Delano Roosevelt erklære, at disse områder ikke længere var krigszoner. Som følge heraf kunne amerikanske skibe sejle helt til Suezkanalen. Dette hjalp med til at lette det enorme pres på britisk skibsfart.

### Etiopien
Etiopien blev styret af Storbritannien som et mandatområde indtil 1944. I januar 1942 efter den sidste officielle italienske overgivelse underskrev briterne efter amerikanske pres en midlertidig aftale med kejser Haile Selassie, hvor man anerkendte Etiopiens uafhængighed. Makonnen Endelkachew blev udnævnt til premierminister. Den 19. september 1944 blev den endelige britisk-etiopiske aftale underskrevet. Selassie regerede indtil 1974 hvor monarkiet blev afskaffet af Derg, som var en kommunistisk militærjunta.

### Eritrea
Den italienske koloni Eritrea blev underlagt britisk militær administration under resten af 2. verdenskrig. I 1950 blev Eritrea gjort en del af Etiopien. Denne sammenslutning viste sig uacceptabel for eritreerne og første til Eritreas uafhængighedskrig. Den sluttede i begyndelsen af 1990'erne og Eritrea blev de facto uafhængig i 1991. Eritrea blev anerkendt som uafhængig "de jure" i 1993.

### Somalia
Italiensk Somaliland blev underlagt britisk militæradministration i resten af krigen. I 1948 blev det besluttet, at grænseregionen Ogaden skulle overdrages til Etiopien. I 1949 bragte De Forenede Nationer italienerne tilbage for at administrere Somalia i 10 år. I 1960 blev det som havde været Italiensk Somaliland uafhængigt. Få dage senere sluttede Italiensk Somaliland sig sammen med det som havde været Britisk Somaliland og dannede den uafhængige stat Somalia.

### Fransk Somaliland
Efter at britiske og Commonwealth styrker havde besat Italiensk Østafrika var Vichystyrkerne i Fransk Somaliland isoleret. I stedet for at blokere havnen tillod Royal Navy uden skrupler Vichy-skibe at forsyne Djiboutis garnison, og sikrede dermed at området forblev i passiv lydighed overfor Vichy-frankrig, men forhindrede samtidig, til de Frie Franskes fortørnelse, at den isolerede garnison spontant skiftede over til de Gaulles styrker. Vichy-frankrig fortsatte med at styre kolonien i over et år efter det italienske sammenbrud. I december 1942, efter en 101 dage lang britisk blokade, faldt Fransk Somaliland. Allierede og Frie franske styrker besatte herefter den franske koloni.
En bataljon af lokale tropper fra Fransk Somaliland deltog i befrielsen af Frankrig i 1944.
I 1977 blev Fransk Somaliland uafhængigt under navnet Djibouti.

### Italienske guerillaaktioner, 1941-1943
Mellem november 1941 og september 1943 udkæmpede spredte italienske enheder på omkring 7.000 mand en guerillakrig fra ørkenerne i Eritrea og Somalia til skovene og bjergene i Etiopien. Det gjorde de efter sigende i håb om at kunne holde ud indtil tyskerne og italienerne i Ægypten (eller muligvis japanerne i Indien) kunne intervenere.
Amedeo Guillet var en af de italienske officerer som kæmpede i den italienske guerilla i Etiopien. Andre italienske officerer var kaptajn Francesco De Martini i Eritrea, oberst Calderari i det Vestlige Etiopien/Somalia, oberst Di Marco i Ogaden/Britisk Somaliland, storskjorte centurionen De Varda i Somalia/Etiopien og major Lucchetti i Etiopien.
Den italienske guerillakrig blev endda ført af civile. I august 1942 saboterede dr. Rosa Dainelli med held det britiske hovedammunitionslager i Addis Abeba.
Fjendtlighederne i Østafrika sluttede officielt den 9. september 1943, da den italienske regering underskrev en våbenhvile med de allierede, men nogle italienske soldater fortsatte deres guerillakrig indtil oktober 1943, da de ikke kendte til den italienske våbenhvile.

## Modtagere af Victoriakorset
Følgende modtog Victoriakorset under dette felttog:
- Eric Charles Twelves Wilson (Somaliland Camel Corps) –under den italienske invasion af Britisk Somaliland
- Premindra Singh Bhagat – under kampene på Nordfronten
- Richhpal Ram – under kampene på Nordfronten
- Nigel Gray Leakey (fætter til Louis Leakey og sergent i 1/6 bataljon af King's African Rifles) – under kampene på Sydfronten.

## Eksterne kilder
- Supplement to the London Gazette, Number 37594, June 4, 1946. "Archibald Wavell's Despatch on Operations in the Somaliland Protectorate, 1939-1940 (Appendix A - G. M. R. Reid and A.R. Godwin-Austen)" (PDF). Arkiveret fra originalen (PDF) 22. januar 2010. Hentet 5. december 2009.
- Easy to print format of Sir Archibald Wavell's Official Dispatch: Account of Operations in East Africa November 1940 to July 1941PDF (9.31 MB) udgivet som et tillæg til London Gazette Issue #37645 den 10. juli 1946
- Supplement to the London Gazette, Number 37655, July 17, 1946. "William Platt's Despatch on Operations of the East Africa Command, 12th July, 1941 to 8th January, 1943" (PDF). Hentet 7. november 2009. (Webside ikke længere tilgængelig)
- Væbnede styrker i Italiensk Østafrika, 10. juni 1940 Arkiveret 6. februar 2012 hos  Wayback Machine
- 1940 Colonial Brigade, 10 June 1940 Arkiveret 18. maj 2013 hos  Wayback Machine Italienske kolonibrigader
- Luftstyrker i Italiensk Østafrika, 10. juni 1940 Arkiveret 7. oktober 2009 hos  Wayback Machine
- Somalihome Online Arkiveret 17. juli 2011 hos  Wayback Machine — Invasionen af Britisk Somaliland
- BBC — WW2 People's War Arkiveret 13. februar 2005 hos  Wayback Machine: Felttoget i Østafrika
- Stone & Stone Arkiveret 6. juli 2009 hos  Wayback Machine: Invasionen af Britisk Somaliland
- Battlefront Arkiveret 6. april 2007 hos  Wayback Machine
- Fotos af den italienske erobring af Somaliland (og krigen i Italiensk Østafrika.) Arkiveret 3. marts 2016 hos  Wayback Machine
- Regia Marina Arkiveret 12. januar 2013 hos  hos Archive.is – Den kongelige italienske flåde
- Comando Supremo Italy at War Arkiveret 24. februar 2018 hos  Wayback Machine — Den italienske krigsindsats 1940-1945
- The Best of Enemies Arkiveret 31. marts 2009 hos  Wayback Machine – film fra 1962 om felttoget i Østafrika
- Ascari: I Leoni di Eritrea/Ascari: The Eritrean Lions. Arkiveret 24. juli 2011 hos  Wayback Machine Eritreas kolonihistorie, eritreiske askaribilleder, fotos, videoer, historisk atlas (på italiensk)...
- Time Magazine, Monday, August 12, 1940. "Bush Battles". Arkiveret fra originalen 21. juli 2013. Hentet 15. juli 2009.
- Time Magazine, Monday, March 24, 1941. "Toward the Capital". Arkiveret fra originalen 24. juni 2010. Hentet 15. juli 2009.